# 大韋爾布切
51°12′30″N 26°14′57″E / 51.20833°N 26.24917°E
大韋爾布切（烏克蘭語：Велике Вербче），是烏克蘭的村落，位於該國西北部羅夫諾州，由薩爾內區負責管轄，始建於1547年，面積44.76平方公里，海拔高度160米，2001年人口为2,709人。